# Chrotomys
Chrotomys là một chi động vật có vú trong họ Muridae, bộ Gặm nhấm. Chi này được Thomas miêu tả năm 1895. Loài điển hình của chi này là Chrotomys whiteheadi Thomas, 1895.

## Hình ảnh

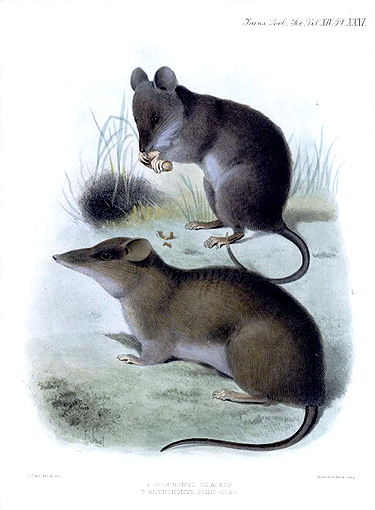

## Các loài
Chi này gồm các loài: